# مايلز هيبوليت
مايلز هيبوليت (بالإنجليزية: Myles Hippolyte)‏ هو لاعب كرة قدم بريطاني في مركز نصف الجناح، ولد في 9 نوفمبر 1994 في لندن في المملكة المتحدة. لعب مع نادي برينتفورد ونادي تاموورث ونادي ساوثال ونادي فالكيرك ونادي ليفينغستون.

## وصلات خارجية
- مايلز هيبوليت على موقع قاعدة بيانات كرة القدم.إي يو (الإنجليزية)
- مايلز هيبوليت على موقع ناشيونال فوتبول تيمز (الإنجليزية)
- مايلز هيبوليت على موقع Soccerbase.com (لاعب) (الإنجليزية)
- مايلز هيبوليت على موقع Soccerway.com (الإنجليزية)